# Чемпионат мира по трековым велогонкам 1894
Чемпионат мира по трековым велогонкам 1894 года прошёл с 12 по 13 августа в Антверпене (Бельгия).

## Медалисты
| Дисциплина                       | Золото         | Серебро   | Бронза            |
| Спринт 1 миля Любители           | Август Лер     | Яп Эден   | Вильям Броадбридж |
| Гонка за лидером 100 км Любители | Вильхельм Хени | Джек Грин | Ян ван Олен       |